# Ласло Могой-Надь
Ласло Моголі-Надь (угор. Moholy-Nagy László, ім'я при народженні — Ласло Вайс (угор. Weisz László); 20 липня 1895, Боршод, Австро-Угорщина — 24 листопада 1946, Чикаго) — угорський художник, теоретик фото- і кіномистецтва, журналіст, фігура світового авангарду першої половини XX століття.

## Біографія і творчість
Після того, як батько пішов з сім'ї, виховувався в родині дядька, юриста за фахом. Здобув юридичну освіту. Перші вірші опублікував у 1911 році. З 1915 року воював у австро-угорській армії як артилерійський офіцер, був поранений на Російському фронті в 1917 році, після одужання залишений в резерві в Будапешті. Почав відвідувати художню школу, познайомився з представниками будапештського авангарду (кубізм, експресіонізм), брав участь у декількох групових виставках. Підтримував Угорську радянську республіку, хоча ніяких постів при ній не займав. Наприкінці 1919 року, після поразки Угорської республіки, втік до Сегеду, звідки переїхав до Відня, потім у Берлін. Увійшов до кола дадаїстів, Курта Швіттерса, в архітектурних проектах розвивав принципи конструктивізму. У 1923—1928 працював у Баухаусі. Серед його учнів був Йозеф Альберс. У 1924 році познайомився з Володимиром Маяковським, створив кілька його фотопортретів. Писав кіносценарії, знімав короткометражні фільми («Берлінський натюрморт», 1926).

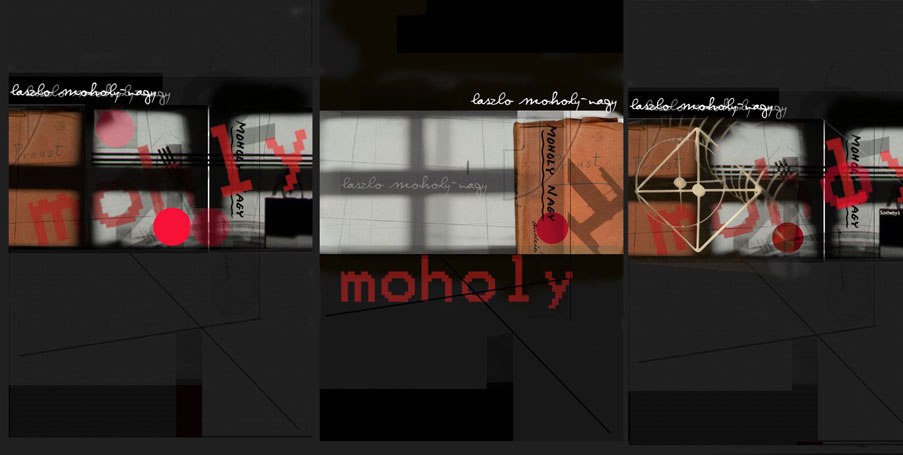
Колаж

Співпрацював з берлінськими експериментальними театрами (зокрема, політичним театром Піскатора). У 1934 році емігрував з нацистської Німеччини у Амстердам, 1935-го року — в Лондон, в 1937 році— в США. У гітлерівській Німеччині його твори фігурували на відомій пропагандистській виставці дегенеративного мистецтва (1937). Мохой-Надь створив у Чикаго Школу дизайну, якою і керував з 1939 до кінця життя (помер від лейкемії). Похований на цвинтарі Грейсленд.

## Визнання
Університет мистецтва і дизайну в Будапешті носить ім'я Ласло Могой-Надя. У 2004 його роботи були представлені в Москві на виставці «100 найкращих фотографій Угорщини».

## Тексти
- Painting, photography, film. Cambridge: M.I.T. Press, 1969
- Живопис або фотографія. М., 1929

## Каталоги
- Montagen ins Blaue: Laszlo Moholy-Nagy, Fotomantagen und -collagen, 1922—1943. Giessen: Anabas, 1980
- László Moholy-Nagy: compositions lumineuses, 1922—1943. Paris: Editions du Centre Pompidou, 1995
- László Moholy-Nagy: a life in motion : paintings, sculpture, drawings and photography. London: Annely Juda Fine Art, 2004
- Laszlo Moholy-Nagy: color in transparency: photographic experiments in color 1934—1946 = Fotografische Experimente in Farbe 1934—1946. Göttingen: Steidl; Berlin: Bauhaus-Archiv, 2006